# Camerata Silesia Sings Silesian Composers
Camerata Silesia Sings Silesian Composers, vol.1 (Kilar, Krzanowski, Bogusławski, Dziadek, Gabryś) – album z wykonaniem śląskich utworów chóralnych przez Zespół Śpiewaków Miasta Katowice Camerata Silesia pod dyrekcją Anny Szostak, wydany przez Towarzystwo Przyjaciół Muzyki im. Andrzeja Krzanowskiego (nr kat. TPMCD 01) pod koniec 2018 roku. Zawiera pieśni, które tworzyli kompozytorzy związani z katowicką Akademią Muzyczną, z PWSM i przedwojennym Konserwatorium Muzycznym tamże. Płyta uzyskała dwie nominacje do Fryderyków 2020 - w kategoriach: Najwybitniejsze Nagranie Muzyki Polskiej i Album Roku Muzyka Chóralna, w tym drugim przypadku zdobywając laur.

## Lista utworów
Opracowano na podstawie materiału źródłowego.
| Camerata Silesia Sings Silesian Composers – 2018 | Camerata Silesia Sings Silesian Composers – 2018 | Camerata Silesia Sings Silesian Composers – 2018 | Camerata Silesia Sings Silesian Composers – 2018 |
| Nr                                               | Tytuł utworu                                     | Muzyka                                           | Długość                                          |
| ------------------------------------------------ | ------------------------------------------------ | ------------------------------------------------ | ------------------------------------------------ |
| 1.                                               | „Modlitwa do małej Tereski”                      | Wojciech Kilar                                   | 3:58                                             |
| 2.                                               | „I” (Pieśni Północne)                            | Andrzej Krzanowski                               | 4:55                                             |
| 3.                                               | „II” (Pieśni Północne)                           | Andrzej Krzanowski                               | 4:06                                             |
| 4.                                               | „III” (Pieśni Północne)                          | Andrzej Krzanowski                               | 4:49                                             |
| 5.                                               | „Salve Regina”                                   | Andrzej Krzanowski                               | 5:29                                             |
| 6.                                               | „Chwalcie Pana” (Psalmy Dawida)                  | Edward Bogusławski                               | 3:19                                             |
| 7.                                               | „Wysławiam Cię Panie” (Psalmy Dawida)            | Edward Bogusławski                               | 4:00                                             |
| 8.                                               | „Modlitwa wieczorna” (Psalmy Dawida)             | Edward Bogusławski                               | 3:05                                             |
| 9.                                               | „Haec Dies”                                      | Andrzej Dziadek                                  | 6:31                                             |
| 10.                                              | „Psalm radosny”                                  | Ryszard Gabryś                                   | 7:25                                             |
|                                                  |                                                  |                                                  | 47:37                                            |